# HV Весов
HV Весов (лат. HV Librae), HD 132614 — одиночная переменная звезда в созвездии Весов на расстоянии приблизительно 1875 световых лет (около 575 парсеков) от Солнца. Видимая звёздная величина звезды — от +8,1m до +7,89m.

## Характеристики
HV Весов — красный гигант, пульсирующая медленная неправильная переменная звезда (LB) спектрального класса M4III.